# Dorpskerk Kleverskerke

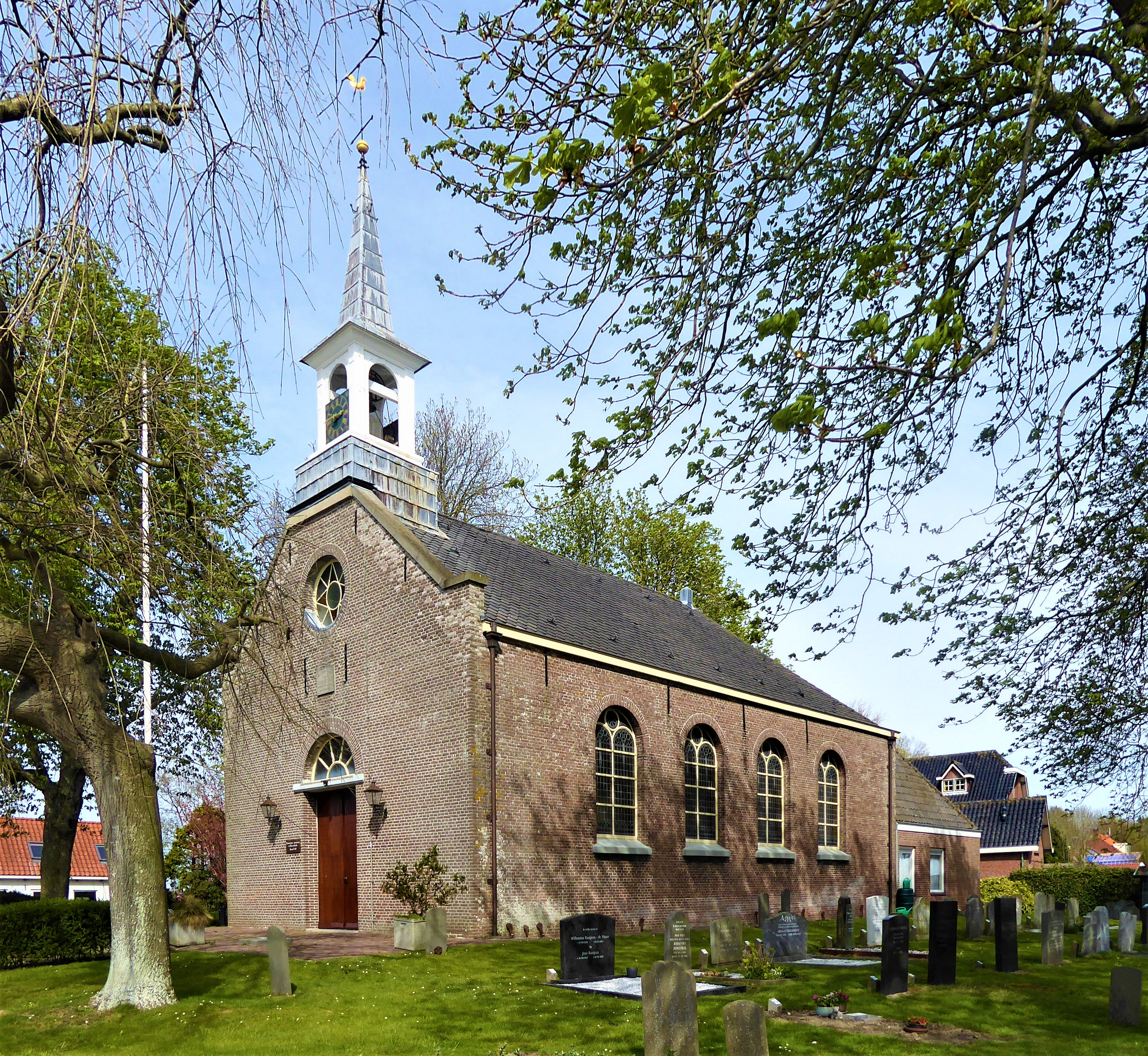
Die Dorpskerk Kleverskerke

Die Dorpskerk (deutsch Dorfkirche) ist ein Kirchengebäude der Protestantischen Kirche in den Niederlanden in Kleverskerke, einem Ortsteil der Gemeinde Middelburg in der Provinz Zeeland. 

## Geschichte
Kleverskerke wurde zum ersten Mal im Jahr 1251 erwähnt, als der Ort als eigenständige Parochie von der Nordmünsterkirche in Middelburg abgepfarrt wurde. Die Pfarrkirche war zu Ehren des heiligen Georg geweiht. Die Ortschaft entwickelte sich im Gegensatz zu zahlreichen anderen Dörfern auf Walcheren in der Folge nicht zu einem vollständigen Kirchringdorf.
1669 begann man mit dem Bau einer neuen Kirche als Ersatz für das mittelalterliche Gotteshaus. Die neue Kirche wurde am 7. Dezember 1670 durch Ewaldus Reijnvaan, Pastor in Veere, eingeweiht. Im Jahr 1833 wurde das Gebäude Renovierungsarbeiten unterzogen. Um 1860 wurden weitere Reparaturarbeiten durchgeführt. Jedoch war die Kirche so baufällig, dass ein weiterer Neubau beschlossen wurde. 1861 wurde die Ausschreibung für den Abbruch der Kirche, den Neubau und die Renovierung und Instandsetzung des Pfarrhauses vergeben. Die Einweihung der neuen Kirche erfolgte am Sonntag, den 14. September 1862 durch Pastor Jan Johan Herman Doorenbos. Die heutige Dorfkirche ist ein gerade geschlossener Saalbau mit Rundbogenfenstern und einem hölzernen Giebelturm. Das Pfarrhaus an der Dorpsstraat 23 entstand um 1925.